# Potencial escalar magnètic
El  potencial escalar magnètic  és una eina útil per a descriure el camp magnètic. Està definit només en regions de l'espai on no hi ha corrents, i quan això passa és matemàticament anàleg al potencial elèctric a electroestàtica, pel que es fa servir per resoldre problemes de magnetoestàtica. El potencial escalar magnètic es defineix amb l'equació:

{\displaystyle \mathbf {B} =-\mu _{0}\nabla \psi }

On:
{\displaystyle \mathbf {B} }, és el camp magnètic.
{\displaystyle \mu _{0}\,}, la permitivitat magnètica del buit.
{\displaystyle \psi \,}, el potencial escalar magnètic.
Aplicant la llei d'Ampère a aquesta definició, s'obté:

{\displaystyle \mathbf {J} ={\frac {1}{\mu _{0}}}\nabla \times \mathbf {B} =-\nabla \times \nabla \psi =0}

Com que el camp magnètic és solenoidal, s'obté l'equació de Laplace per al potencial:

{\displaystyle \Delta \mathbf {\psi } =0.}